# Udo Philipp

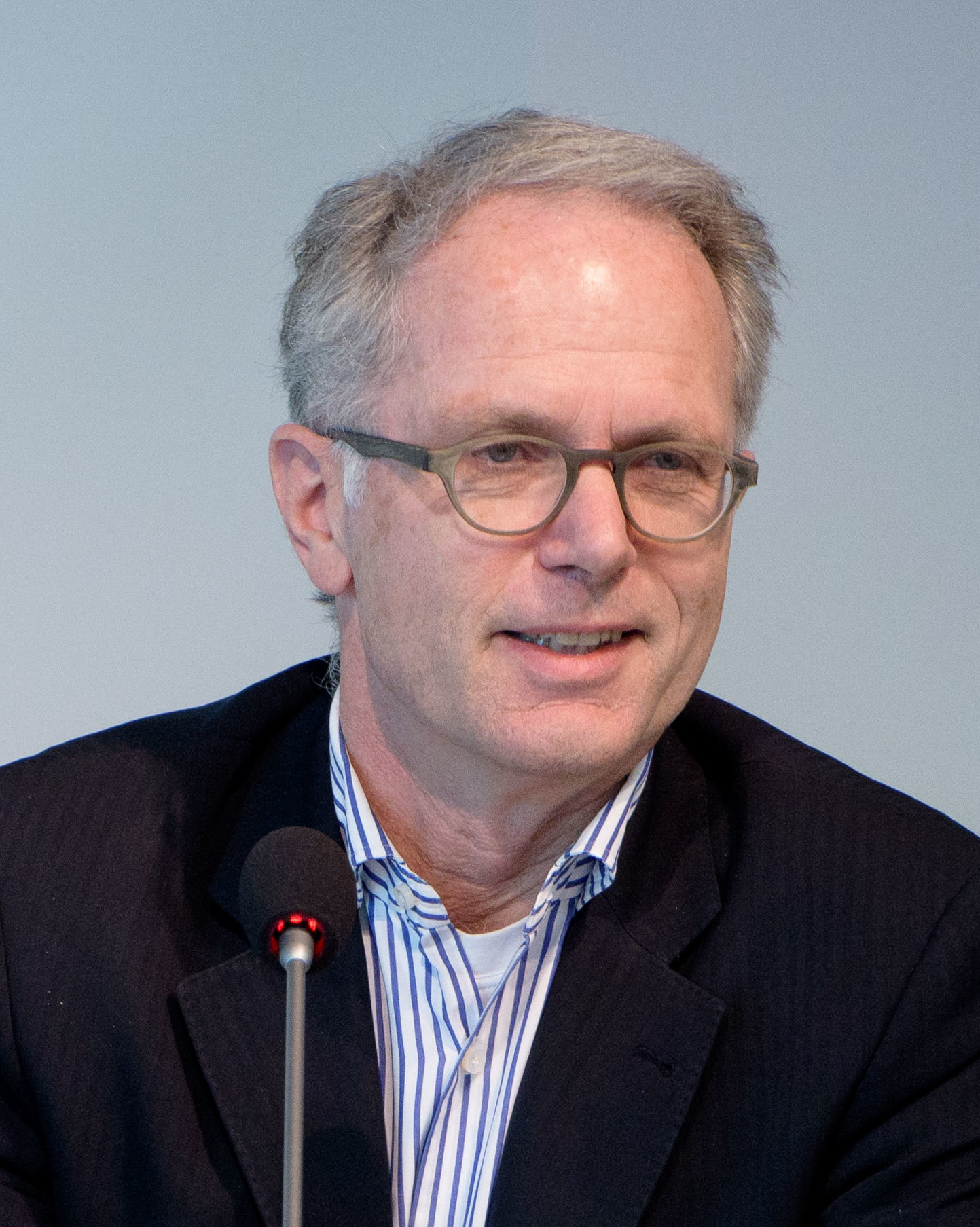
Udo Philipp, 2016

Udo Jürgen Philipp (* 25. Februar 1964 in Leipheim) ist ein deutscher Manager, politischer Beamter und Politiker (Bündnis 90/Die Grünen). Er war von 2021 bis 2025 Staatssekretär im Bundesministerium für Wirtschaft und Klimaschutz und davor von 2019 bis 2021 Staatssekretär im Finanzministerium des Landes Schleswig-Holstein.

## Leben
Philipp war von 1982 bis 1984 bei der Bundeswehr in Köln und Fontainebleau. Danach studierte er von 1984 bis 1988 am Institut d’études politiques de Paris und erlangte Abschlüsse als Diplom-Volkswirt und Diplom-Politologe. Er war von 1989 bis 1990 Managementtrainee bei der Dresdner Bank in München. Von 2011 bis 2012 studierte er an der Harvard Kennedy School in Cambridge, Massachusetts und erreichte einen Mid-Career Master in Political Administration.
Er war von 1990 bis 1991 Associate bei dem US-amerikanischen Strategieberatungsunternehmen L.E.K. Consulting und arbeitete von 1991 bis 1993 bei der Treuhandanstalt in Dresden und Berlin. Anschließend war er von 1993 bis 1995 persönlicher Referent von Bundesminister Günter Rexrodt (FDP) im Bundesministerium für Wirtschaft. Bereits 1995 verließ er das Bundesministerium für Wirtschaft wieder und war bis 1999 als kaufmännischer Leiter Fachinformationen und Bereichsleiter der medizinischen Fachverlage bei Bertelsmann in München tätig. Danach war er von 2000 bis 2015 Senior Partner und Geschäftsführer der deutschen Niederlassung von EQT Partners in München. Von 2017 bis 2018 war er Aufsichtsratsmitglied der Oekom Research AG und von 2015 bis 2019 der Triodos Bank. Er war auch als Business Angel für mehrere Start-up-Unternehmen tätig, – laut dem Bundesministerium für Wirtschaft und Klimaschutz bis 2019. Von der Gründung 2018 bis März 2019 war Philipp Aufsichtsratsvorsitzender des von Gerhard Schick (Bündnis 90/Die Grünen) initiierten Vereins Bürgerbewegung Finanzwende.
Vom 1. März 2019 bis Dezember 2021 war er als Nachfolger von Philipp Nimmermann Staatssekretär für die Steuer- und Finanzverwaltung im von Monika Heinold (Bündnis 90/Die Grünen) geleiteten Finanzministerium des Landes Schleswig-Holstein.
Am 15. Dezember 2021 wurde er unter Bundesminister Robert Habeck (Bündnis 90/Die Grünen) zum Staatssekretär im Bundesministerium für Wirtschaft und Klimaschutz ernannt. Ab dem 20. Juni 2022 war er Vorsitzender des Kuratoriums des Fonds zur Finanzierung der kerntechnischen Entsorgung. Zudem war er Koordinator der Bundesregierung für strategische Auslandsprojekte im Interesse der Bundesrepublik Deutschland. Im Zuge der Bildung des Kabinetts Merz schied er im Mai 2025 aus dem Amt des Staatssekretärs aus.

## Kritik an möglichen Interessenkonflikten
Philipp, der unter anderem die Digitalpolitik und die Anschubfinanzierung junger Unternehmen – Startup-Strategie der Bundesregierung und milliardenschwere Förderprogramme – verantwortete, wurden im Zusammenhang mit der Trauzeugenaffäre um Robert Habecks damaligen Staatssekretär Patrick Graichen Interessenkonflikte in diesen Themenfeldern vorgeworfen. Laut Business Insider betätigte Philipp sich auch selbst als Investor bei Start-ups und unterstützt diese durch stille Einlagen, Kredite und offene Beteiligungen. Am 18. Mai 2023 veröffentlichte sein Arbeitgeber, das Bundesministerium für Wirtschaft und Klimaschutz, seine direkten Beteiligungen von 4,1 % an der Africa GreenTec in Hainburg, 13,6 % an LMP in Frankreich, 5,1 % an der CSP in Großköllnbach sowie 8,3 % an der MST Group in München. Darüber hinaus investierte Philipp Geld in mehreren Fonds, von denen sich einige in Branchen wie der Elektromobilität, die Philipp auch im Ministerium verantwortet, bewegen; darunter Fonds der Karlsruher FMV First Momentum Venture Management GmbH. Philipp gab an, dass die Fonds von Dritten verwaltet werden. Im Zuge einer Befragung der Wirtschafts- und Energieausschüsse am 24. Mai 2023 gab das Wirtschaftsministerium bekannt, dass Staatssekretäre nicht über konkrete Förderungen von Startups entscheiden, sondern diese Entscheidung auf Fachebene getroffen wird. Auch teilte Wirtschaftsminister Habeck mit, dass das für die Entscheidung zuständige Referat nicht zu Udo Philipps Organisationsbereich, sondern jenem von Staatssekretär Graichen zugeordnet war.
Im Juni 2023 räumte das Bundeswirtschaftsministerium nach Anfragen weitere Förderungen an Unternehmen ein, an denen Staatssekretär Philipp über Fonds beteiligt ist. Zuvor wurden Förderungen nur unvollständig eingeräumt, ohne die höchste Zahlung über 363.000 Euro für Dive Solutions.

## Werke
- mit Sven Giegold und Gerhard Schick: Finanzwende: den nächsten Crash verhindern. Verlag Klaus Wagenbach, Berlin 2016, ISBN 978-3-8031-2765-5.